# Macrobiotus mongolicus
Macrobiotus mongolicus är en djurart som tillhör fylumet trögkrypare, och som beskrevs av Walter Maucci 1988. Macrobiotus mongolicus ingår i släktet Macrobiotus och familjen Macrobiotidae. Inga underarter finns listade i Catalogue of Life.